# Players Championship Finals
| Players Championship Finals | Players Championship Finals      |
| --------------------------- | -------------------------------- |
| Sportart                    | Darts                            |
| Organisator                 | PDC                              |
| Turnierart                  | Ranglistenturnier                |
| Austragungsort              | Butlin’s Resort, Minehead        |
| Austragungszeitraum         | November                         |
| Rekordsieger                | Michael van Gerwen (7×)          |
| amtierender Sieger          | Luke Humphries                   |
| Letzte Austragung           | Players Championship Finals 2024 |
| Nächste Austragung          | Players Championship Finals 2025 |

Die Players Championship Finals (oder auch Cazoo Players Championship) ist ein Turnier im Dartsport. Es gehört zu den großen Major-Events der PDC und wurde im Jahr 2009 zum ersten Mal ausgetragen. Veranstaltungsort ist aktuell das Butlin’s Resort in Minehead (England). Rekordsieger ist Michael van Gerwen, der insgesamt sieben Ausgaben gewinnen konnte. Der aktuelle Titelträger ist Luke Humphries.
Die Players Championship Finals gelten als Generalprobe vor der Weltmeisterschaft, die wenige Wochen später beginnt. Im Rahmen der Players Championship Finals wird, zwischen dem 2. Halbfinale und dem Finale, das Finale der Junioren-WM ausgetragen.

## Format
Über das Kalenderjahr hinweg werden insgesamt 30 Players Championship Turniere ausgetragen, die zur PDC Pro Tour zählen. Ab der Saison 2016 wird das Teilnehmerfeld von bisher 32 auf nun 64 Spieler aufgestockt. Daher wurde für das Turnier zusätzlich eine zweite Bühne zur Verfügung gestellt. Das Teilnehmerfeld besteht aus den Top 64 der Players Championship Order of Merit.
Gespielt wird das Event im K.-o.-System. Jede Runde wird in Legs gespielt, wobei die Anzahl der zu gewinnenden Legs pro Runde ansteigt. In der ersten und zweiten Runde spielt man im Modus Best of 11 legs, im Achtelfinale und Viertelfinale gilt der Modus Best of 19 legs. Die Halbfinals und das Finale werden im Modus Best of 21 legs ausgetragen.

## Preisgelder
Seit dem Jahr 2023 werden £ 600.000 an die Spieler ausgeschüttet. Die Ausschüttung verteilt sich wie folgt:
| Position           | Preisgeld |
| ------------------ | --------- |
| Gewinner           | £ 120.000 |
| Finalist           | £ 60.000  |
| Halbfinalisten     | £ 30.000  |
| Viertelfinalisten  | £ 20.000  |
| Achtelfinalisten   | £ 10.000  |
| Verlierer 2. Runde | £ 6.500   |
| Verlierer 1. Runde | £ 3.000   |

Ab 2026 soll das Preisgeld auf £ 750.000 erhöht werden.
Die Players Championship Finals werden bei der Ermittlung der PDC Order of Merit berücksichtigt.

## Finalergebnisse
| Jahr        | Austragungsort            | Sieger             | Ergebnis | Finalist           | Sponsor         | Preisgeld  | Preisgeld  |
| Jahr        | Austragungsort            | Sieger             | Ergebnis | Finalist           | Sponsor         | Gesamt     | Sieger     |
| ----------- | ------------------------- | ------------------ | -------- | ------------------ | --------------- | ---------- | ---------- |
| 2009        | Circus Tavern, Purfleet   | Phil Taylor        | 16 : 9   | Robert Thornton    | Coral.co.uk     | 0£ 200.000 | 00£ 50.000 |
| 2010        | Circus Tavern, Purfleet   | Paul Nicholson     | 13 : 11  | Mervyn King        | totesport.com   | 0£ 250.000 | 00£ 60.000 |
| 2011 (Feb.) | Doncaster Dome, Doncaster | Phil Taylor        | 13 : 12  | Gary Anderson      | Perform         | 0£ 250.000 | 00£ 60.000 |
| 2011 (Dez.) | Doncaster Dome, Doncaster | Kevin Painter      | 13 : 9   | Mark Webster       | Cash Converters | 0£ 250.000 | 00£ 60.000 |
| 2012        | Butlin’s Resort, Minehead | Phil Taylor        | 13 : 6   | Kim Huybrechts     | Cash Converters | 0£ 250.000 | 00£ 60.000 |
| 2013        | Butlin’s Resort, Minehead | Michael van Gerwen | 11 : 7   | Phil Taylor        | Cash Converters | 0£ 250.000 | 00£ 60.000 |
| 2014        | Butlin’s Resort, Minehead | Gary Anderson      | 11 : 6   | Adrian Lewis       | Cash Converters | 0£ 300.000 | 00£ 65.000 |
| 2015        | Butlin’s Resort, Minehead | Michael van Gerwen | 11 : 6   | Adrian Lewis       | Cash Converters | 0£ 300.000 | 00£ 65.000 |
| 2016        | Butlin’s Resort, Minehead | Michael van Gerwen | 11 : 3   | Dave Chisnall      | Cash Converters | 0£ 400.000 | 00£ 75.000 |
| 2017        | Butlin’s Resort, Minehead | Michael van Gerwen | 11 : 2   | Jonny Clayton      | Mr Green Sport  | 0£ 460.000 | 0£ 100.000 |
| 2018        | Butlin’s Resort, Minehead | Daryl Gurney       | 11 : 9   | Michael van Gerwen | Ladbrokes       | 0£ 460.000 | 0£ 100.000 |
| 2019        | Butlin’s Resort, Minehead | Michael van Gerwen | 11 : 9   | Gerwyn Price       | Ladbrokes       | 0£ 500.000 | 0£ 100.000 |
| 2020        | Ricoh Arena, Coventry     | Michael van Gerwen | 11 : 10  | Mervyn King        | Ladbrokes       | 0£ 500.000 | 0£ 100.000 |
| 2021        | Butlin’s Resort, Minehead | Peter Wright       | 11 : 10  | Ryan Searle        | Ladbrokes       | 0£ 500.000 | 0£ 100.000 |
| 2022        | Butlin’s Resort, Minehead | Michael van Gerwen | 11 : 6   | Rob Cross          | Cazoo           | 0£ 500.000 | 0£ 100.000 |
| 2023        | Butlin’s Resort, Minehead | Luke Humphries     | 11 : 9   | Michael van Gerwen | Cazoo           | 0£ 600.000 | 0£ 120.000 |
| 2024        | Butlin’s Resort, Minehead | Luke Humphries     | 11 : 7   | Luke Littler       | Ladbrokes       | 0£ 600.000 | 0£ 120.000 |
| 2025        | Butlin’s Resort, Minehead |                    |          |                    | Ladbrokes       | 0£ 600.000 | 0£ 120.000 |
| 2026        |                           |                    |          |                    |                 | 0£ 750.000 | 0£ 130.000 |

## Statistiken

### Nine dart finishes
Insgesamt wurde vier Mal ein Nine dart finish bei den Players Championship Finals gespielt. Erstmals gelang dies dem Engländer Alan Norris.
| Spieler            | Turnier, Runde | Weg                                 | Gegner         | Ergebnis   |
| ------------------ | -------------- | ----------------------------------- | -------------- | ---------- |
| Alan Norris        | 2016, 1. Runde | 3 × T20; 3 × T20; T20, T19, D12     | Michael Smith  | Sieg       |
| Michael van Gerwen | 2019, 2. Runde | 3 × T20; 2 × T20, T19; 2 × T20, D12 | Adrian Lewis   | Sieg       |
| Michael van Gerwen | 2022, Finale   | 2 × T20, T19; 3 × T20; 2 × T20, D12 | Rob Cross      | Sieg       |
| Michael van Gerwen | 2023, Finale   | 3 × T20; 3 × T20; T20, T19, D12     | Luke Humphries | Niederlage |

### Finalisten
| Spieler            | Siege | Finalteiln. |
| ------------------ | ----- | ----------- |
| Michael van Gerwen | 7     | 9           |
| Phil Taylor        | 3     | 4           |
| Luke Humphries     | 2     | 2           |
| Gary Anderson      | 1     | 2           |
| Daryl Gurney       | 1     | 1           |
| Paul Nicholson     | 1     | 1           |
| Kevin Painter      | 1     | 1           |
| Peter Wright       | 1     | 1           |
| Mervyn King        | 0     | 2           |
| Adrian Lewis       | 0     | 2           |
| Dave Chisnall      | 0     | 1           |
| Rob Cross          | 0     | 1           |
| Kim Huybrechts     | 0     | 1           |
| Luke Littler       | 0     | 1           |
| Gerwyn Price       | 0     | 1           |
| Ryan Searle        | 0     | 1           |
| Robert Thornton    | 0     | 1           |
| Mark Webster       | 0     | 1           |

### Averages
| Spieler mit einem Average von mindestens 100 Punkten in einem Spiel | Spieler mit einem Average von mindestens 100 Punkten in einem Spiel | Spieler mit einem Average von mindestens 100 Punkten in einem Spiel | Spieler mit einem Average von mindestens 100 Punkten in einem Spiel | Spieler mit einem Average von mindestens 100 Punkten in einem Spiel |
| Spieler                                                             | Gesamt                                                              | Höchste Av.                                                         | Jahr                                                                | Runde                                                               |
| ------------------------------------------------------------------- | ------------------------------------------------------------------- | ------------------------------------------------------------------- | ------------------------------------------------------------------- | ------------------------------------------------------------------- |
| Michael van Gerwen                                                  | 40                                                                  | 118,52                                                              | 2023                                                                | 2. Runde                                                            |
| Luke Littler                                                        | 6                                                                   | 112,73                                                              | 2024                                                                | 1. Runde                                                            |
| Dirk van Duijvenbode                                                | 5                                                                   | 112,05                                                              | 2022                                                                | Achtelfinale                                                        |
| Phil Taylor                                                         | 17                                                                  | 111,58                                                              | 2013                                                                | Viertelfinale                                                       |
| Ian White                                                           | 5                                                                   | 111,12                                                              | 2018                                                                | 1. Runde                                                            |
| Gary Anderson                                                       | 16                                                                  | 110,62                                                              | 2014                                                                | 1. Runde                                                            |
| Dave Chisnall                                                       | 5                                                                   | 109,88                                                              | 2023                                                                | 2. Runde                                                            |
| Simon Whitlock                                                      | 2                                                                   | 109,54                                                              | 2012                                                                | Achtelfinale                                                        |
| Daryl Gurney                                                        | 8                                                                   | 108,81                                                              | 2024                                                                | 1. Runde                                                            |
| Ryan Meikle                                                         | 2                                                                   | 108,76                                                              | 2021                                                                | 1. Runde                                                            |
| Gerwyn Price                                                        | 6                                                                   | 108,75                                                              | 2019                                                                | Viertelfinale                                                       |
| Jelle Klaasen                                                       | 2                                                                   | 108,74                                                              | 2014                                                                | 1. Runde                                                            |
| Kim Huybrechts                                                      | 5                                                                   | 108,10                                                              | 2016                                                                | 2. Runde                                                            |
| Boris Krčmar                                                        | 1                                                                   | 107,79                                                              | 2020                                                                | 1. Runde                                                            |
| Luke Humphries                                                      | 10                                                                  | 107,60                                                              | 2020                                                                | 2. Runde                                                            |
| Raymond van Barneveld                                               | 6                                                                   | 107,40                                                              | 2016                                                                | 1. Runde                                                            |
| Jermaine Wattimena                                                  | 4                                                                   | 107,12                                                              | 2020                                                                | 2. Runde                                                            |
| Stephen Bunting                                                     | 7                                                                   | 107,03                                                              | 2019                                                                | Achtelfinale                                                        |
| Ryan Searle                                                         | 5                                                                   | 106,62                                                              | 2023                                                                | 2. Runde                                                            |
| Danny Noppert                                                       | 3                                                                   | 106,59                                                              | 2022                                                                | 1. Runde                                                            |
| Alan Norris                                                         | 2                                                                   | 106,24                                                              | 2016                                                                | 1. Runde                                                            |
| Robbie Green                                                        | 1                                                                   | 105,79                                                              | 2016                                                                | 2. Runde                                                            |
| Benito van de Pas                                                   | 1                                                                   | 105,39                                                              | 2015                                                                | Achtelfinale                                                        |
| Krzysztof Ratajski                                                  | 1                                                                   | 105,38                                                              | 2018                                                                | 1. Runde                                                            |
| Ritchie Edhouse                                                     | 1                                                                   | 105,35                                                              | 2024                                                                | 2. Runde                                                            |
| Ross Smith                                                          | 2                                                                   | 105,26                                                              | 2024                                                                | Viertelfinale                                                       |
| Mervyn King                                                         | 6                                                                   | 105,12                                                              | 2020                                                                | 1. Runde                                                            |
| Adrian Lewis                                                        | 6                                                                   | 105,03                                                              | 2014                                                                | 1. Runde                                                            |
| Vincent van der Voort                                               | 2                                                                   | 104,86                                                              | 2014                                                                | 1. Runde                                                            |
| Peter Wright                                                        | 7                                                                   | 104,83                                                              | 2020                                                                | 1. Runde                                                            |
| Robert Thornton                                                     | 1                                                                   | 104,21                                                              | 2013                                                                | 1. Runde                                                            |
| Gian van Veen                                                       | 1                                                                   | 104,21                                                              | 2024                                                                | 1. Runde                                                            |
| Rob Cross                                                           | 6                                                                   | 104,17                                                              | 2022                                                                | Viertelfinale                                                       |
| Dean Winstanley                                                     | 1                                                                   | 103,94                                                              | 2014                                                                | 1. Runde                                                            |
| Chris Dobey                                                         | 2                                                                   | 103,50                                                              | 2021                                                                | 1. Runde                                                            |
| Ricardo Pietreczko                                                  | 1                                                                   | 103,36                                                              | 2023                                                                | 2. Runde                                                            |
| Darren Webster                                                      | 1                                                                   | 103,32                                                              | 2017                                                                | 2. Runde                                                            |
| Wes Newton                                                          | 2                                                                   | 103,14                                                              | 2011                                                                | 1. Runde                                                            |
| Michael Smith                                                       | 5                                                                   | 103,04                                                              | 2020                                                                | 2. Runde                                                            |
| José de Sousa                                                       | 2                                                                   | 102,96                                                              | 2020                                                                | Achtelfinale                                                        |
| James Wade                                                          | 7                                                                   | 102,95                                                              | 2014                                                                | 1. Runde                                                            |
| William O’Connor                                                    | 1                                                                   | 102,85                                                              | 2020                                                                | 1. Runde                                                            |
| Mensur Suljović                                                     | 1                                                                   | 102,79                                                              | 2016                                                                | 1. Runde                                                            |
| Colin Lloyd                                                         | 3                                                                   | 102,36                                                              | 2010                                                                | Achtelfinale                                                        |
| Gabriel Clemens                                                     | 2                                                                   | 102,20                                                              | 2019                                                                | Achtelfinale                                                        |
| Steve Lennon                                                        | 1                                                                   | 102,16                                                              | 2020                                                                | 1. Runde                                                            |
| Martin Schindler                                                    | 1                                                                   | 102,17                                                              | 2022                                                                | 1. Runde                                                            |
| Andy Hamilton                                                       | 1                                                                   | 102,16                                                              | 2012                                                                | Viertelfinale                                                       |
| Andrew Gilding                                                      | 2                                                                   | 101,91                                                              | 2022                                                                | 1. Runde                                                            |
| Nathan Aspinall                                                     | 2                                                                   | 101,66                                                              | 2020                                                                | 2. Runde                                                            |
| Devon Petersen                                                      | 1                                                                   | 101,46                                                              | 2020                                                                | 1. Runde                                                            |
| Joe Cullen                                                          | 1                                                                   | 101,33                                                              | 2016                                                                | 2. Runde                                                            |
| Mike De Decker                                                      | 1                                                                   | 101,33                                                              | 2024                                                                | 2. Runde                                                            |
| Jonny Clayton                                                       | 1                                                                   | 101,28                                                              | 2020                                                                | 1. Runde                                                            |
| Jeffrey de Graaf                                                    | 1                                                                   | 101,22                                                              | 2016                                                                | 2. Runde                                                            |
| Scott Williams                                                      | 1                                                                   | 101,08                                                              | 2024                                                                | Achtelfinale                                                        |
| Terry Jenkins                                                       | 2                                                                   | 100,89                                                              | 2014                                                                | 1. Runde                                                            |
| Andy Boulton                                                        | 1                                                                   | 100,86                                                              | 2021                                                                | 1. Runde                                                            |
| Niels Zonneveld                                                     | 1                                                                   | 100,85                                                              | 2023                                                                | 1. Runde                                                            |
| Keane Barry                                                         | 1                                                                   | 100,70                                                              | 2022                                                                | 2. Runde                                                            |
| Andy Smith                                                          | 2                                                                   | 100,36                                                              | 2011                                                                | Viertelfinale                                                       |
| Jeffrey de Zwaan                                                    | 2                                                                   | 100,25                                                              | 2020                                                                | 1. Runde                                                            |
| Wayne Jones                                                         | 1                                                                   | 100,13                                                              | 2020                                                                | 1. Runde                                                            |
| Callan Rydz                                                         | 1                                                                   | 100,10                                                              | 2021                                                                | 2. Runde                                                            |
| Mark Webster                                                        | 1                                                                   | 100,02                                                              | 2011                                                                | 1. Runde                                                            |

## Deutschsprachige Teilnehmer
- Gabriel Clemens
  - 2018: Achtelfinale (Niederlage gegen  Steve Lennon)
  - 2019: Achtelfinale (Niederlage gegen  William O’Connor)
  - 2020: 2. Runde (Niederlage gegen  Ian White)
  - 2021: 2. Runde (Niederlage gegen  Damon Heta)
  - 2022: 1. Runde (Niederlage gegen  Gary Anderson)
  - 2023: Halbfinale (Niederlage gegen  Michael van Gerwen)
  - 2024: 1. Runde (Niederlage gegen  Luke Humphries)

- Max Hopp
  - 2018: 2. Runde (Niederlage gegen  Peter Wright)
  - 2019: 2. Runde (Niederlage gegen  Glen Durrant)

- Florian Hempel
  - 2024: 2. Runde (Niederlage gegen  Dirk van Duijvenbode)

- Daniel Klose
  - 2023: 1. Runde (Niederlage gegen  Ryan Joyce)

- Zoran Lerchbacher
  - 2017: 1. Runde (Niederlage gegen  Steve Lennon)

- Ricardo Pietreczko
  - 2022: 2. Runde (Niederlage gegen  Callan Rydz)
  - 2023: 2. Runde (Niederlage gegen  Ryan Searle)

- Rowby-John Rodriguez
  - 2016: 2. Runde (Niederlage gegen  Joe Cullen)
  - 2018: 1. Runde (Niederlage gegen  Danny Noppert)
  - 2021: 1. Runde (Niederlage gegen  Danny Noppert)
  - 2022: 1. Runde (Niederlage gegen  Joe Cullen)
  - 2023: 1. Runde (Niederlage gegen  Josh Rock)

- Rusty-Jake Rodriguez
  - 2021: 1. Runde (Niederlage gegen  Ross Smith)

- Martin Schindler
  - 2018: 1. Runde (Niederlage gegen  Nathan Aspinall)
  - 2019: 1. Runde (Niederlage gegen  Michael Smith)
  - 2021: 2. Runde (Niederlage gegen  Gerwyn Price)
  - 2022: Achtelfinale (Niederlage gegen  Rob Cross)
  - 2023: 1. Runde (Niederlage gegen  Kim Huybrechts)
  - 2024: Achtelfinale (Niederlage gegen  Ryan Joyce)

- Mensur Suljović
  - 2015: Halbfinale (Niederlage gegen  Adrian Lewis)
  - 2016: 1. Runde (Niederlage gegen  Raymond van Barneveld)
  - 2017: 2. Runde (Niederlage gegen  Stephen Bunting)
  - 2019: Achtelfinale (Niederlage gegen  Gerwyn Price)
  - 2021: 1. Runde (Niederlage gegen  Callan Rydz)
  - 2022: 1. Runde (Niederlage gegen  James Wade)
  - 2024: 1. Runde (Niederlage gegen  Wesley Plaisier)